# When Daylight's Gone
Albums de Graveworm
As The Angels Reach The Beauty
(1999)
When Daylight's Gone est le premier véritable album studio du groupe de black metal symphonique germano-italien Graveworm. L'album est sorti en 1997 sous le label Serenades Records et est ressorti en 2001 sous le label Last Episode.
Le groupe a sorti cet album après la production de deux EP: Eternal Winds et Demo 97'. Les titres "Tears from My Eyes", "Eternal Winds", "Lost Yourself" et "When the Sky Turns Black" étaient d'ailleurs déjà présents sur leur Demo 97'.
Cet album a été ré-édité en 2001 sous un autre label, Last Episode, et a rassemblé les titres de cet album plus ceux de leur démo suivante, qui est intitulée Underneath the Crescent Moon.

## Musiciens
- Stefano Fiori – chant
- Stefan Unterpertinger – guitare
- Harry Klenk – guitare
- Didi Schraffel – basse
- Martin Innerbichler – batterie
- Sabine Mair – claviers

## Liste des morceaux
1. Awake – 6:29
2. Lost Yourself – 5:35
3. Far Away – 7:25
4. Eternal Winds – 5:14
5. Dark Silence (Instrumental) – 1:32
6. Tears from My Eyes – 4:14
7. When the Sky Turns Black – 4:59
8. Another Season – 5:19
9. Aeons of Desolation – 4:08

titres supplémentaires de Underneath the Crescent Moon
1. Awaiting the Shining – 3:52
2. Awake...Thy Angels of Sorrow – 5:03
3. By the Grace of God – 4:55
4. How Many Tears – 6:05